# Redmi Note 7
Redmi Note 7 là dòng điện thoại thông minh được phát hành bởi Redmi, một thương hiệu con của Xiaomi. Hầu hết các biến thể của điện thoại đều có camera cảm biến 48MP  Biến thể Redmi Note 7 được tích hợp Qualcomm Snapdragon 660 SoC trong khi Redmi Note 7 Pro tích hợp bản cải tiến hơn là Qualcomm Snapdragon 675 SoC.  Note 7 có sẵn trong các phiên bản tại nhiều khu vực khác nhau trên toàn cầu. Nó cũng tương thích với các nhà cung cấp điện thoại di động ở hầu hết các nơi. Phiên bản Pro có sẵn trong phiên bản dành cho Trung Quốc và phiên bản dành cho Ấn Độ.
Vào tháng 8 năm 2017, Xiaomi đã công bố loạt Redmi Note 7 đã bán được hơn 20 triệu chiếc trên toàn thế giới.

## Thông số kỹ thuật
Redmi Note 7 (hoa oải hương) có sẵn trong các phiên bản M1901F7C (tại Hồng Kông), 1901F7E (tại Trung Quốc), 1901F7G (toàn cầu) và 1901F7H (tại châu Á).

### Thiết kế
Redmi Note 7 (và Note 7 Pro) có mặt lưng bằng kính sáng bóng với độ dốc mà Xiaomi gọi là "Aura Design". Cả mặt trước và mặt sau của thiết bị đều có kính cường lực Gorilla Glass 5 cong 2,5D. Điện thoại cũng có lớp phủ nano P2i giúp nó có khả năng chống va đập Tuy nhiên nó chưa nhận được Mã IP chính thức. Ở các thị trường khác như Ấn Độ, các biến thể màu có sẵn bao gồm Nebula Red, Space Black và Neptune Blue.
Redmi Note 7 (và Note 7 Pro) cũng có một chấm nhỏ trong màn hình để chứa camera phía trước.

### Phần mềm
Redmi Note 7 và Pro chạy trên MIUI phiên bản 10 của Xiaomi, dựa trên Android Pie (9), với các bản cập nhật phiên bản nhỏ theo thời gian. Xiaomi đã xác nhận rằng những điện thoại này sẽ được nâng cấp lên Android 10; thông tin không chính thức cho thấy rằng điều này sẽ được thực hiện trong quý đầu tiên của năm 2020. Các bản cập nhật cho MIUI 11 (dựa trên Android 9) cho Redmi Note 7 và Redmi Note 7 Pro đã có sẵn để tải xuống vào cuối năm 2019, mặc dù chưa được phân phối qua mạng (OTA) cho một số phiên bản ROM. Từ cuối tháng 10 năm 2019, phiên bản thử nghiệm beta của MIUI 11 dựa trên Android 10 đã được phân phối cho một số điện thoại Xiaomi, dự tính sẽ phân phối cho các điện thoại khác sau khi thử nghiệm hoàn tất.

### Phần cứng
Cả Redmi Note 7 (hoa oải hương) và Note 7 Pro (màu tím), cả hai đều có màn hình 6,3 inch full HD + (2340x1080 pixel) với tỷ lệ khung hình 19,5: 9. Redmi Note 7 được trang bị chip Snapdragon 660 SoC 14 nm trong khi Note 7 Pro sở hữu Snapdragon 675 SoC, biến nó thành thiết bị đầu tiên của Xiaomi sử dụng chip. RN7 có GPU Adreno 512 (612 cho biến thể Pro) và pin 4000 mAh và hỗ trợ Quick Charge 4. Các phiên bản khác nhau được trang bị RAM 3, 4 hoặc 6GB, với dung lượng lưu trữ 32, 64 hoặc 128GB; thẻ micro SD lên tới 256 GB được hỗ trợ qua khe cắm thẻ SIM lai. Máy ảnh của phiên bản Pro có cảm biến Sony IMX586 với khẩu độ f / 1.8, tốt hơn một chút so với cảm biến Samsung ISOCELL GM1 được chỉ định tương tự của RN7; cả hai đều có cảm biến độ sâu 5 megapixel thứ cấp. Camera trước có độ phân giải 13 megapixel. Camera phía sau có thể quay video 4K ở tốc độ 30 khung hình / giây.
RN7 Pro có tùy chọn trực tiếp chế độ ánh sáng studio, cho thấy hiệu ứng ánh sáng studio sẽ như thế nào.
Điện thoại có tính năng phát hiện cảnh AI có khả năng nhận diện tối đa 12 cảnh, AI Portrait 2.0 và Chế độ ban đêm.

### Kết nối
Redmi Note 7 (và Note 7 Pro) hỗ trợ Wi-Fi 802.11 a / b / g / n / ac, điều hướng vệ tinh, Bluetooth v5.0, Blaster hồng ngoại, USB OTG, USB Type-C, 3G và điện thoại 4G (với hỗ trợ cho Band 40 được sử dụng bởi một số mạng LTE ở Ấn Độ) và VoLTE.

### Các tính năng khác
Điện thoại có một con quay hồi chuyển, cảm biến tiệm cận và cảm biến vân tay. Nó có hai khe cắm Nano-SIM; một trong số chúng là hybrid, có khả năng chứa SIM hoặc thẻ nhớ microSD. Một trong hai khe có thể, nếu được trang bị SIM, có thể được định cấu hình làm khe chính.
Ngoài ra, điện thoại cũng được tích hợp một blaster IR, mô phỏng điều khiển từ xa hồng ngoại và giắc cắm tai nghe 3,5 mm.

## Giải phóng
Phiên bản Trung Quốc của Redmi Note 7 đã được ra mắt tại Bắc Kinh vào ngày 15 tháng 1 năm 2019.
Các phiên bản Ấn Độ của Redmi Note 7 và Redmi Note 7 Pro đã được ra mắt cùng nhau tại New Delhi, Ấn Độ vào ngày 28 tháng 2 năm 2019.
Phiên bản toàn cầu của Redmi Note 7 đã được ra mắt vào ngày 6 tháng 3 năm 2019.
Phiên bản Trung Quốc của Redmi Note 7 Pro đã được ra mắt vào ngày 18 tháng 3 năm 2019.
Sẽ không có phiên bản toàn cầu của Redmi Note 7 Pro.
Phiên bản Ấn Độ của Redmi Note 7S đã được ra mắt vào ngày 20 tháng 5 năm 2019.